# Tzannis Tzannetakis
Tzannis Tzannetakis, řecky Τζαννής Τζαννετάκης (13. září 1927 – 1. dubna 2010) byl řecký politik, který byl v roce 1989 krátce premiérem Řecka během politické krize roku 1989. Souběžně s pozici premiéra zastával funkci ministra zahraničí.
Tzannetakis byl postaven před úkol sestavit vládu široké koalice s účastí nejen socialistické strany PASOK a pravicové Nové demokracie, ale i radikálně levicové strany Synaspismós. Poté, co právě radikální levice odvolala vládě podporu, Tzennetakisův kabinet padl a nastoupil čistě úřednický kabinet Joannise Grivase, který ovšem rovněž rychle padl. Déle vydržel až poloúřednický kabinet Xenofóna Zolotase, kde měly účast politici PASOK i Nové demokracie, a který dovedl zemi k předčasným volbám roku 1990.
Tzannetakis byl představitelem strany Nová demokracie, v jejíchž vládách zastával řadu funkcí: ministr veřejných prací (1980–1981), ministr obrany (1989–1990), ministr turismu (1989–1990), ministr kultury (1990–1991). V letech 1990-1993 byl rovněž prvním místopředsedou vlády.